# عبد الله خالد (لاعب كرة قدم مواليد 2000)
عبد الله خالد خامل (مواليد 14 مارس 2000) هو لاعب كرة قدم قطري يلعب كمدافع.

## مسيرة اللاعب
لعب سابقاً في نادي الريان و النادي العربي و نادي مسيمير و نادي الخور.